# Haute trahison
Pour les articles homonymes, voir Haute trahison (homonymie).
 (août 2019).
Si vous disposez d'ouvrages ou d'articles de référence ou si vous connaissez des sites web de qualité traitant du thème abordé ici, merci de compléter l'article en donnant les références utiles à sa vérifiabilité et en les liant à la section « Notes et références ».
 (mars 2017).
L'acte ou l'action méritant la qualification de haute trahison est un crime qui consiste en une extrême déloyauté à l'égard de son pays, de son chef d'État, de son gouvernement ou de ses institutions. Ce crime est souvent associé avec celui d'intelligence avec l'ennemi. Il s'agit souvent d'une infraction politique, concernant les détenteurs d'une autorité politique dans l'exercice de leurs fonctions.

## Flou de la notion
Pour une part, ce chef d'inculpation semble être la version moderne et républicaine du crime de lèse-majesté qui déjà souffrait d'être mal défini mais l'origine de la notion demeure obscure.

### Définition non aisée
Il n'y a pas de définition juridique – seulement, parfois, une énumération non limitative des cas d'ouverture quand ce chef d'inculpation est explicitement prévu, ce qui n'est pas toujours le cas. Son champ semble couvrir au moins les deux domaines suivants : l'atteinte à la sûreté de l'État et l'intelligence avec l'ennemi. Les exemples de haute trahison les plus simples sont : participer à une guerre contre son propre pays, la collusion avec une puissance étrangère, le complot visant par exemple la tentative de coup d'État ou l'assassinat du Chef d'État, la sédition et l'insurrection. Mais dans l'histoire, il s'agit d'une notion élastique qui recouvre les actes les plus graves, du moins jusqu'à ce que l'on invente les notions de crimes contre l'humanité et de génocide.
Un sujet de droit interne aux limites floues – en tout état de cause, il s'agit d'une question interne du ressort de la souveraineté de chaque pays, non recevable devant la Cour pénale internationale, par exemple. Cependant, l'ex-président Saddam Hussein (cf. infra) fut jugé en Irak en 2004-2006 sous l'inculpation principale de crimes contre l'humanité. Si l'incrimination de haute trahison permet aussi de résumer les actes graves à l'égard des valeurs fondamentales d'une nation, elle n'est donc pas toujours suffisante à symboliser l'atrocité des crimes reprochés à un dirigeant et l'opprobre que l'on veut signifier. Cette élévation du crime permet aussi de sembler dépolitiser le chef d'inculpation. Pour les pays européens, l'inculpation de haute trahison devrait être conforme en 2008 avec les exigences de l'article 6 de la Convention européenne de sauvegarde des droits de l'homme et des libertés fondamentales, quant au droit à un procès équitable.
Son invocation semble subjective et opportuniste – l'appréciation de la haute trahison est rarement impartiale. Son invocation tient beaucoup aux circonstances (temps de paix, de guerre ou de troubles) et elle est, de surcroît, souvent relative au niveau et au statut de l'accusé. L'accusation peut d'ailleurs n'être aussi qu'un prétexte pour se débarrasser d'un adversaire politique ou légitimer une révolution ou un coup d'État réussis. Enfin, l'incrimination elle-même n'est pas toujours soumise à la définition des crimes et délits pénaux du pays concerné, ce qui laisse tout latitude pour l'apprécier.
Une technique juridique incertaine – techniquement, l'accusation de haute trahison est souvent employée à défaut pour résumer un faisceau de faits diffus, faute de pouvoir étayer suffisamment des chefs d'inculpation plus précis justifiant de condamnations d'une gravité équivalente. Inversement, l'accumulation de ces chefs d'inculpation sera préférée à la notion vague de haute trahison surtout si celle-ci n'est pas explicitement prévue par les textes. Ce chef d'inculpation peut donc être explicite ou implicite. Lorsqu'elle est invoquée, la haute trahison s'apprécie globalement autant par son extrême gravité en soi, que par ses intentions de déstabiliser les autorités légales et l'efficacité des méthodes pour y arriver. Ajoutons l'embarras du droit et de la justice qui, à un comportement souvent de nature politique, sont conduits à apporter des solutions généralement de nature pénale inspirées du droit commun.

### Sanction à la mesure du danger qu’il faut éliminer
Par le passé, et encore aujourd'hui dans les dictatures et les pays instables, ce chef d'inculpation conduisait en général à la condamnation à mort, prononcée et mise en œuvre, parfois, dans des conditions plus ou moins régulières (cas de l'exécution sommaire du président roumain Nicolae Ceaușescu en 1989). Cependant, aujourd'hui, la majorité des États démocratiques prévoit des solutions plus modérées : la destitution ou la révocation, suivant qu'il s'agisse d'un chef d'État, d'un haut fonctionnaire ou d'un militaire, sans préjudice des poursuites pénales, ou seulement une peine de réclusion dans les autres cas.
Par définition, la haute trahison suppose une situation de crise qui, comme telle, amène souvent à des solutions hors normes, en fonction de la gravité ressentie et de la peur engendrée dans la population ou chez les dirigeants, ou suivant la motivation de ces derniers. En fait le niveau de la peine dépendra plus du danger que représente l'accusé pour les autorités en place (ou les nouvelles), compte tenu de sa personnalité ou du symbole qu'il représente, que de la seule gravité de l'acte. Il s'agit d'éradiquer radicalement le risque, sur l'instant et à court et moyen terme. Le caractère politique de l'inculpation semble donc évident, quelles que soient la juridiction et les précautions juridiques prévues : d'où, le caractère exemplaire de la sanction sur le moment et surtout son efficacité par rapport à l'objectif politique poursuivi (ce qui peut tout aussi bien se traduire par l'exil forcé, la réclusion que par la mort); d'où, généralement ensuite, les mesures d'élargissement généreuses avec le temps si la peine capitale n'a pas été appliquée sur le champ.

## Dans le monde

### Afrique du Sud

#### Cas de haute trahison dans l'histoire de l'Afrique du Sud
Nelson Mandela. En juillet 1963, plusieurs des principaux chefs de l'ANC interdite, dont Nelson Mandela et Walter Sisulu, sont arrêtés à Rivonia et inculpés de haute trahison et de complots envers l'État. En 1964, ils sont condamnés à la prison à vie. Nelson Mandela deviendra au fil des années le plus célèbre et l'un des plus anciens détenus politiques dans le monde, symbole de la lutte contre l'apartheid. Placé en résidence surveillée à partir de 1988, il sera libéré définitivement en février 1990. Colauréat du prix Nobel de la paix en 1993, il sera ensuite élu président de l'Afrique du Sud en 1994.
Fritz Joubert Duquesne organise un commando dont l'objectif est de tuer Lord Kitchener qui, lors de la seconde guerre des Boers (1899), dirige l'expédition britannique et qu'il juge responsable du massacre de sa famille. Arrêté sur dénonciation, il est condamné à mort pour haute trahison, mais échappe à l'exécution en trahissant lui-même son camp. Il est alors condamné à la prison à vie tandis que les membres de son commando sont fusillés. Évadé, il collabore ensuite avec les Allemands et reçoit en 1916 la croix de fer pour sa participation à la destruction du navire qui transportait Lord Kitchener qui y trouva la mort. En janvier 1942, il sera arrêté aux États-Unis, ainsi que 33 personnes impliquées dans le réseau d'espionnage qu'il dirigeait. Condamné à 18 ans de prison, il effectua sa peine au pénitencier fédéral de Leavenworth dans le Kansas mais sera relâché pour raisons de santé en 1954.
Dawid Malan. En 1815, cet aïeul de Daniel François Malan, initiateur de la politique d'apartheid, participa à la révolte boer de Slagters Neck après la mort du jeune fermier Frederic Bezuidenhout, qui avait refusé de comparaître devant un tribunal britannique. Dawid Malan fut inculpé de haute trahison.

### Angleterre

#### Droit anglais
Dans l'histoire du droit anglais, on distingue depuis le Treason Act de 1351 la haute trahison (contestation de l'autorité royale en affaires de l'Église) de la petty treason, laquelle consiste le plus souvent en l'assassinat d'un maître par son serviteur. Cet acte était considéré comme un crime plus grave que le meurtre et était puni au moins jusqu'en 1810 par le châtiment de hanged, drawn and quartered. Une loi passée sous Henri VIII déclarait coupables de haute trahison tous ceux qui prédiraient la mort du roi. On trouve la haute trahison définie dans le chapitre 6 du livre IV de Blackstone (version de 1813) qui lui-même reprenait des lois bien antérieures, dont la loi de 1351 datant du règne d'Édouard II. La contrefaçon de monnaie était aussi considérée comme de la haute trahison et était punie de mort. Ce n'est que depuis 1998 que le crime de haute trahison n'est plus puni de mort.

#### Cas de haute trahison dans l'histoire de l'Angleterre
- Le Crown Prosecution Service (ministère public anglais) avait annoncé en septembre 2005 son intention d'inculper pour haute trahison, en vertu de la loi de 1351, trois imams extrémistes qui avaient, sur la BBC, chanté les louanges des poseurs de bombes des attentats de Londres des 7 et 21 juillet 2005.
- William Joyce, ancien membre de l’Union britannique des fascistes (British Union of Fascists – BUF), expatrié en Allemagne pendant la Seconde Guerre mondiale, enregistra des émissions radiophoniques de propagande pro-nazies qui débutaient invariablement par « Germany calling, Germany calling ». Il était connu sous le sobriquet de Lord Haw-Haw. Il fut accusé de haute trahison au détriment d'un pays dont il n'était pas ressortissant, bien qu'y ayant passé presque toute sa vie. Né d'un père nord-irlandais sur le sol des États-Unis, William Joyce possédait en effet la citoyenneté américaine. Il avait pris la nationalité allemande pendant le conflit. Du fait de ses origines, il avait cependant pu obtenir pendant les années 1930 un passeport britannique, qu'il avait utilisé pour aller assister au congrès de Nuremberg. Ce détail permit de le condamner pour trahison et il fut pendu le 3 janvier 1946.

- Lord George Gordon, politicien excentrique et contestataire, organise en 1779 puis se fait nommer à la tête des associations protestantes formées pour obtenir l'abrogation de l'Acte d'émancipation des catholiques de 1778. Le 2 juin 1780, il prend la tête d'une foule qui marche en procession de St George's Fields jusqu'au palais de Westminster afin de présenter une très longue pétition contre l'émancipation. S'ensuit une énorme émeute dite de Gordon (Gordon Riots). Lord Gordon est accusé de haute trahison. Son défenseur, le baron Erskine, obtiendra finalement son acquittement. En 1787, il se convertira au judaïsme.

- Lord Oxford, ancien ministre tory, fut d'abord enfermé deux ans à la tour de Londres. Il fut accusé de haute trahison lors de son procès en 1717 mais fut finalement acquitté.

- Charles Ier. Lors de la première révolution anglaise, au moment où les independents étaient à leur apogée, le très réduit Parlement croupion fait passer une loi afin que le roi soit jugé. Déclaré coupable de haute trahison le 30 janvier 1649, il sera décapité le 9 février.

- Guy Fawkes qui, en 1605, tenta d'assassiner Jacques Ier d'Angleterre dans l'espoir de redonner à la monarchie un roi catholique. Après avoir été torturé, il est jugé à Westminster Hall le 31 janvier 1606. Il est condamné pour haute trahison au supplice du hanged, drawn and quartered.

- Marie Stuart, reine d'Écosse et de France. Sa rivalité incessante avec Élisabeth Ire d'Angleterre pour le trône d'Angleterre la conduisit finalement, après déjà avoir été emprisonnée une première fois, à être condamnée à mort par cette dernière, au prétexte qu'elle était suspecte de participation au complot Babington. Elle fut décapitée par un bourreau saoul, qui s'y reprit à trois fois pour faire son œuvre, le 8 février 1587.

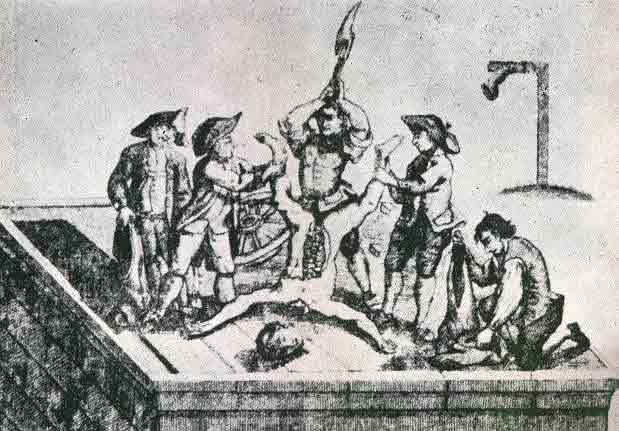
Le supplice du hanged, drawn and quartered réservé notamment au cas de haute trahison était des plus barbares.

- Edmond Campion fut accusé de haute trahison et exécuté, parce qu'il persistait dans la religion catholique, le 1er décembre 1581, selon le supplice du hanged, drawn and quartered. Campion sera ensuite béatifié par Léon XIII en 1886 et canonisé par Paul VI en 1970. Campion n'était que l'un des jésuites exécutés au XVIe siècle par ce supplice et pour le même chef d'accusation. Tous font partie des quatre-vingt-cinq et des quarante martyrs d'Angleterre et de Galles, mais on estime qu'au total, ce sont plus de 200 catholiques qui furent condamnés à mort ainsi sous le règne d'Élisabeth Ire d'Angleterre.

- Jeanne Grey, la « reine de neuf jours », rivale malheureuse de Marie Ire d'Angleterre, qui la supplanta sur le trône d'Angleterre, fut accusée de haute trahison. Bien que n'ayant pas participé personnellement à la rébellion protestante dirigée par Thomas Wyatt le Jeune, ce contexte précipita sa condamnation. Elle fut décapitée le 12 février 1554, quelques heures après que son époux, Lord Guilford Dudley, eut été pendu. Son père, Henri Grey, duc de Suffolk, fut exécuté le 18 février pour sa participation à la révolte de Wyatt.

- Edward Seymour, duc de Somerset, décapité pour haute trahison en 1552.

- Nicholas Milcham, collaborateur de Richard Vowell, dernier prieur de Walsingham rallié à Thomas Cromwell, fut accusé en 1537 de conspiration et de rébellion contre le décret de dissolution des monastères. Convaincu du crime de haute trahison sur des preuves insignifiantes, il fut pendu à la muraille extérieure du prieuré.

- Anne Boleyn, reine consort, fut accusée d'adultère, d'inceste et de haute trahison. Elle fut décapitée, par faveur à huis clos, le 19 mai 1536 dans l'enceinte de la tour de Londres (Tower Green).

Thomas More

- Thomas More, homme d'État et écrivain, qui, en 1535, refusa d'approuver le schisme religieux d'Henri VIII et la réforme. Il est emprisonné à la tour de Londres, puis jugé coupable de haute trahison et condamné à être décapité, et non pendu, par faveur royale. Il est exécuté le 6 juillet 1535. Il a été déclaré saint par l'Église catholique romaine en 1935.

- Le cardinal Thomas Wolsey, chancelier du roi Henri VIII d'Angleterre au moment de la Réforme anglaise, fut mis en examen pour « praemunire » (délit consistant à défendre ou à maintenir une juridiction papale en Angleterre) en 1529. Il mourut au cours de son transport à Londres pour répondre d'une inculpation de haute trahison en novembre 1530.

- Edmond de la Pole, exécuté en 1513 sous le règne d'Henri VIII après un long séjour à la tour de Londres.

- William de la Pole, condamné pour trahison à la suite de la perte et de la cession de territoires à la France, séjourne à la tour de Londres, avant d'être banni pour cinq ans. Lors de son voyage, il se fait capturer par des soldats mécontents, qui le décapitent le 2 mai 1450.

- Hugues le Despenser, mignon supposé du roi Édouard II d'Angleterre, est reconnu coupable de haute trahison et condamné au supplice du hanged, drawn and quartered en 1326 après le renversement d'Édouard par sa femme Isabelle de France.

- William Wallace est un patriote écossais qui mena son peuple contre l'occupation par les Anglais sous le roi Édouard Ier d'Angleterre. Déchu de ses titres, devenu hors la loi, il fut capturé et condamné à mort pour haute trahison, crimes et sacrilège. Il meurt exécuté selon le supplice du hanged, drawn and quartered à Londres le 23 août 1305.

- Dafydd ap Gruffudd, dernier prince de Galles indépendant, s'opposa au roi Édouard Ier d'Angleterre après s'être allié avec lui. Il fut capturé par celui-ci. Le 28 juin 1283, Édouard Ier fit lever un parlement à Shrewsbury pour discuter du sort de Dafydd. Le 30 septembre suivant, il fut condamné à mort et fut probablement le premier à être châtié pour le crime nouvellement créé de haute trahison selon le supplice du hanged, drawn and quartered.

### Allemagne

#### Droit allemand
Le procureur général fédéral près la Cour fédérale (Generalbundesanwalt beim Bundesgerichtshof, GBA) est en Allemagne l’organe chargé de la poursuite pénale à la Cour fédérale pour le compte de la Fédération. Il est notamment compétent en premier ressort en matière de terrorisme, d’espionnage, de haute trahison ou de génocide. La responsabilité du Chef de l'État peut être mise en cause seulement après que le Parlement a adopté une décision de mise en accusation. Il est alors jugé par le Tribunal constitutionnel fédéral de Karlsruhe.

#### La haute trahison en droit pénal
§ 81 de la Code pénal - Haute trahison contre la République fédérale :
Qui essaie, par la force ou par la menace avec de la violence
- d'affecter l'existence de la République fédérale d'Allemagne ;
- de modifier l'ordre constitutionnel sur la base de la loi fondamentale de la République fédérale d'Allemagne

sera puni d'une peine d'emprisonnement à perpétuité ou d'une peine d'au moins de 10 ans.

#### Cas de haute trahison dans l'histoire de l'Allemagne
- Le maréchal Rommel, accusé de haute trahison, à la suite de l'échec de l'attentat contre Hitler le 20 juillet 1944, reçoit l'ordre de se suicider le 14 octobre, là où il s'était réfugié avec sa famille à Herrlingen, afin de le préserver lui et sa famille d'une arrestation et d'une condamnation à mort. Il obéit.
- Résistants anti-nazis : Willi Graf, membre de La Rose blanche, est condamné à mort à Munich le 19 avril 1943 pour haute trahison. Otto et Elise Hampel sont condamnés à mort et exécutés le 8 avril 1943 pour haute trahison et entrave à l'effort de guerre. Cato Bontjes van Beek est condamnée à mort 18 janvier 1943 par le tribunal de guerre du Reich pour aide à une entreprise de haute trahison. Elle est guillotinée le 5 août 1943. Johanna Kirchner est emprisonnée par le régime de Vichy et livrée à la Gestapo. Condamnée pour haute trahison à dix années d'emprisonnement, elle sera rejugée en 1944 par le Volksgerichtshof (Tribunal du peuple). Condamnée à mort, elle est exécutée le 9 juin 1944. Max Windmüller est, avec d'autres membres importants de la résistance juive, comme André Amar, Henri Pohoryles, Ernest Appenzeller, César Chamy et Maurice Loebenberg, arrêté en France par la Gestapo le 18 juillet 1944. Tous sont inculpés de haute trahison, collaboration avec l'ennemi et espionnage. Ils sont interrogés et torturés au quartier général de la Gestapo, où Loebenberg décède. Les autres furent transportés à la prison de Fresnes puis au camp de Drancy, d'où ils partirent pour les camps de la mort.

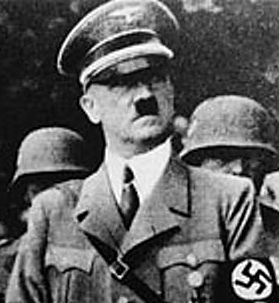
Le régime nazi d'Hitler pourchassait les opposants qui étaient jugés par un tribunal spécial (Volksgerichtshof) pour haute trahison.

- Otto Grotewohl. Devenu président du Landesversicherungsanstalt en 1928, il est suspendu par les nazis en 1933. En août 1938, il est arrêté et accusé de haute trahison devant le Tribunal du peuple. La procédure sera cependant interrompue sept mois après.

- Ernst Niekisch, idéologue du national-bolchévisme, passa dans la clandestinité et la résistance active après la prise du pouvoir des nazis, Il fut arrêté en 1937 et condamné deux ans plus tard à deux ans de prison pour haute trahison. Il se retrouva en camp de concentration et fut libéré, complètement aveugle, en 1945 par l'Armée rouge.

- Le syndicaliste Julius Nolden de Duisburg est condamné le 5 novembre 1937 par le Tribunal du peuple de Berlin à une peine de dix ans de réclusion pour « préparation d'une entreprise de haute trahison avec circonstances aggravantes ». Nolden était à la tête de l'Union libre des travailleurs d'Allemagne (Freie Arbeiter-Union Deutschlands, FAUD) de Rhénanie lorsque cette organisation clandestine fut démantelée par la Gestapo en janvier 1937. Avec lui, quatre-vingt-huit autres anarcho-syndicalistes furent alors arrêtés pour le même motif. Ils furent jugés sur place, en Rhénanie, au début de 1938 et furent condamnés à des peines de prison allant de plusieurs mois jusqu'à six ans de réclusion (Il y eut cependant six acquittements). Nolden fut enfermé dans le pénitencier de Lüttringhausen, d'où il fut libéré le 19 avril 1945 par les Alliés.

- Franz von Sonnleithner est arrêté le 26 septembre 1934 à Vienne puis emprisonné en raison de son adhésion à l'idée d'une union de l'Autriche avec l'Allemagne nazie et de ses activités clandestines en faveur du parti nazi interdit. En 1936, il a été condamné pour haute trahison et abus de pouvoir. Il est resté en prison jusqu'au 12 mars 1938, le jour même de l'Anschluss. À la fin de la guerre, il est interné par les Américains en 1945. Il est libéré en 1949.

- Ernst Kaltenbrunner monte rapidement dans la hiérarchie nazie autrichienne. En janvier 1934, il sera brièvement incarcéré par le gouvernement d’Engelbert Dollfuss avec d’autres nazis dans le camp de Kaisersteinbruch, sous l’accusation de haute trahison. Il fut condamné à six mois pour conspiration. Après l'Anschluss, il dirigera la SS dans la partie autrichienne du Reich. Il sera pendu le 16 octobre 1946 à la suite du procès de Nuremberg.

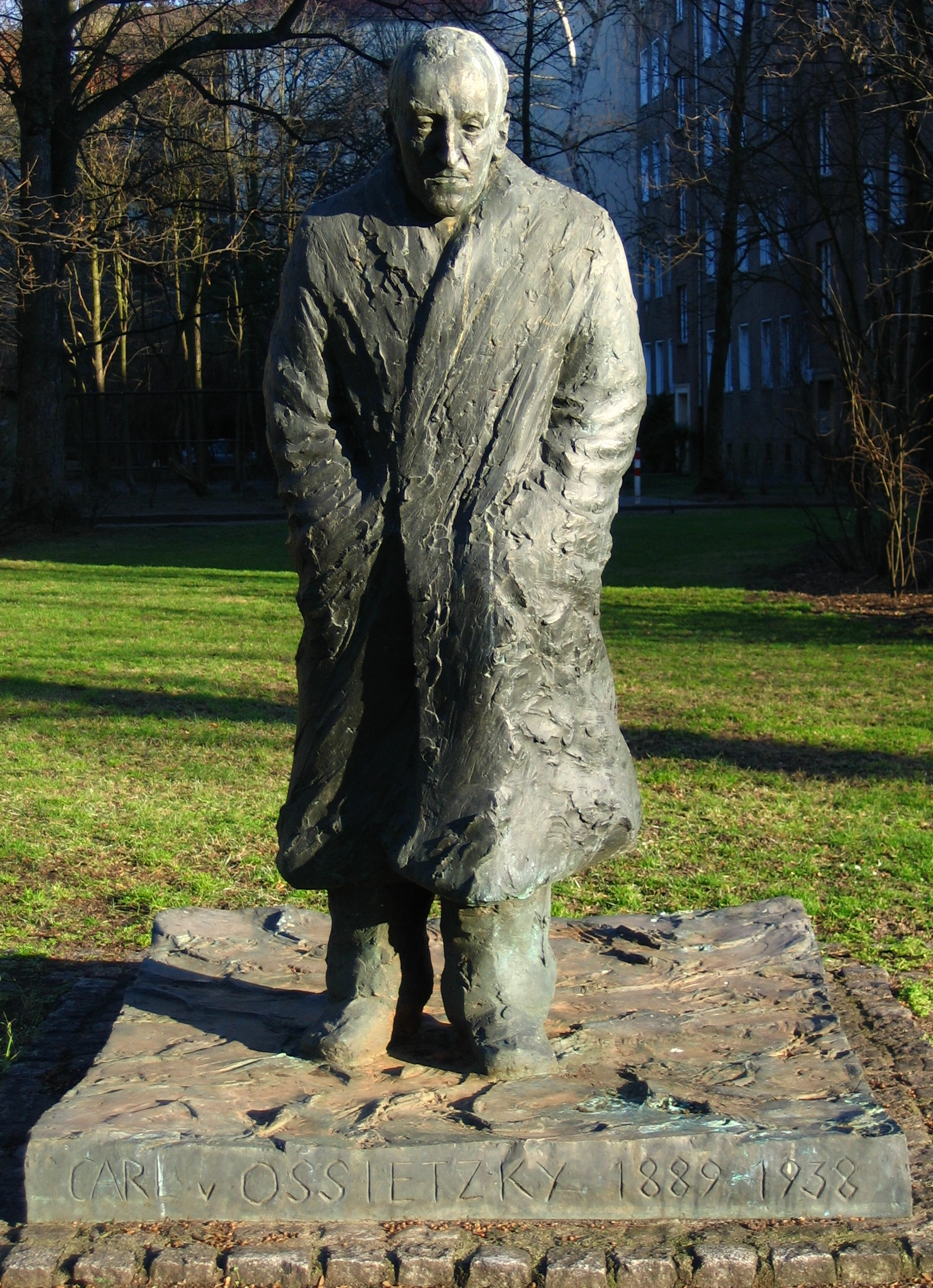
Carl von Ossietzky (Memorial, Berlin).

- Carl von Ossietzky, intellectuel pacifiste, éditait le grand hebdomadaire Die Weltbühne (La Scène mondiale) depuis 1927. En 1931, il avait été condamné à un an de prison pour « haute trahison » pour avoir publié des informations sur le réarmement clandestin de l'Allemagne. Hitler l'avait fait transférer dans un camp de concentration. Il en sortit vivant et reçut, dans l'intervalle, le prix Nobel de la paix en 1936, qu'il ne fut pas autorisé à aller chercher.
- Adolf Hitler, avant d'accéder au pouvoir, fut le chef du putsch de la Brasserie du 8 novembre 1923 à Munich, un coup d'État manqué qui se termina le lendemain en épisode sanglant. Lui et ses complices furent accusés de crime de haute trahison contre le gouvernement et, le 1er avril 1924, Hitler fut condamné à cinq ans de prison, dont il ne purgera que treize mois à la prison de Landsberg am Lech. Il profitera de son emprisonnement pour écrire Mein Kampf.
- Friedrich Ebert fut le premier président du Reich sous la république de Weimar, élu en 1919 et réélu en 1922. À la suite d'une campagne de calomnie, il devra finalement se défendre d'une accusation de haute trahison en raison de sa participation à la grève des ouvriers de Berlin en 1918, lors d'un procès qui se déroulera en décembre 1924. Il meurt le 28 février 1925 des suites d'une appendicite non prise en considération dans la hâte du procès.

- August Bebel fut emprisonné plusieurs fois comme agitateur socialiste. Devenu député au Reichstag, il fut accusé de haute trahison pour avoir refusé de voter les crédits de la guerre en 1871. En 1900, il deviendra le président du Parti social-démocrate (SPD).

- Les députés August Bebel et Wilhelm Liebknecht furent arrêtés en janvier 1871 sur l'ordre exprès de Bismarck, sous l'inculpation de haute trahison, parce qu'ils avaient protesté au Reichstag contre l'annexion de l'Alsace et de la Lorraine.

- Karl Liebknecht publia en 1907 Militarisme et anti-militarisme, un pamphlet antimilitariste pour lequel il fut condamné pour haute trahison. Encore emprisonné, il fut élu député à la Chambre des représentants de Prusse[3]. Un tract distribué au mois de mai 1915 porte un slogan dont il est l'auteur : « L'ennemi est dans notre propre pays ». Lors du rassemblement du 1er mai 1916, appelé par les spartakistes, il prononça à nouveau un discours contre la guerre[4], fut arrêté, accusé de haute trahison et emprisonné.

- Le jeune et futur Frédéric II de Prusse avait à peine 18 ans lorsqu'il s'éprit d'affection pour Hans Hermann von Katte, le fils d'un général âgé de 22 ans, avec lequel il prévoyait de s'enfuir en Angleterre où les Hanovre, sa famille maternelle, occupait déjà le trône. Les jeunes gens sont accusés de haute trahison et de vouloir s'allier à l'Angleterre pour renverser le roi Frédéric-Guillaume. Pour punir son fils tout en l'épargnant, le roi ordonna l'exécution de Katte, qui aura lieu le 6 novembre 1730, devant la forteresse de Custrin, et condamna le jeune prince à la prison.

- Gontran le Riche, duc de Basse-Alsace et ancêtre des Habsbourg, est dépossédé de ses fiefs en 952 par l'empereur Othon Ier pour haute trahison.

### Azerbaïdjan

#### Cas de haute trahison dans l'histoire de l'Azerbaïdjan
- Surət Hüseynov, après le départ des militaires russes d'Azerbaïdjan, réunit des hommes armés et marche sur la capitale Bakou en juin 1993. Le président Əbülfəz Elçibəy s'enfuit et il est remplacé par Heydər Əliyev, qui nomme Hüseynov Premier ministre. En octobre 1994, Hüseynov est démis de ses fonctions par Əliyev. Hüseynov est jugé en 1996 pour tentative de coup d'État, tentative d'assassinat du président, contrebande d'armes, contrebande de drogue, création de milice armée, mutinerie et enfin haute trahison. Il est condamné à perpétuité par la Cour suprême azérie le 15 février 1999. Il sera gracié le 17 mars 2004.

### Canada

#### Cas de haute trahison dans l'histoire du Canada
- Louis Riel fut pendu pour haute trahison en novembre 1885 à la suite d'une rébellion d'Indiens et métis dite de la « Saskatchewan ».
- Louis-Joseph Papineau a été accusé de haute trahison. Il fut contraint à l'exil à la suite des rébellions de 1837-1838.
- Augustin-Norbert Morin, avocat et homme politique bas-canadien, mène la rébellion de 1837 contre les autorités britanniques jusqu'à ce que la Constitution soit suspendue en 1838. L'année suivante, en 1839, il est jeté en prison, car il est recherché pour haute trahison. Sorti de prison, il s'oppose à l'Acte d'Union et occupe plusieurs fonctions dans les nombreux gouvernements de coalition des années 1840 et 1850

### Chine

#### Cas de haute trahison dans l'histoire de la Chine
- La veuve de Mao Zedong, Jiang Qing, sera successivement accusée de complot contre la révolution et de crimes pendant la révolution culturelle entre 1966 et 1976. Elle sera condamnée à mort par une Cour spéciale en 1981, peine commuée en réclusion à perpétuité. Elle sera libérée pour raison médicale en 1983 mais se serait suicidée, selon les autorités chinoises, en 1991 (annoncé en 1993). Cette affaire clôt l'histoire de la révolution culturelle, au cours de laquelle d'innombrables dirigeants et intellectuels furent exécutés en public par les gardes rouges pour leurs idées supposées contre-révolutionnaires considérées comme de la haute trahison envers la révolution, après avoir été contraints de faire publiquement leur auto-critique. Les meneurs les plus radicaux furent eux-mêmes exécutés ensuite pour un motif semblable.

### Espagne

#### Cas de haute trahison dans l'histoire de l'Espagne
- Le lieutenant-colonel Antonio Tejero Molina (qui n'en était pas à son coup d'essai) investira le Congrès des députés avec 200 gardes civils armés, lors de la tentative de renversement du régime du roi Juan Carlos en février 1981, fomentée par le général Alfonso Armada. Tous deux furent condamnés par le tribunal suprême à la peine maximale de trente ans de réclusion mais, tandis que le général fut libéré dès 1988 pour des raisons de santé, le colonel purgea la moitié de sa peine mais avec des conditions progressivement assouplies.

### États-Unis

#### Droit américain
Dans la constitution américaine, « trahison » prend le sens de haute trahison et peut être une cause de destitution consécutivement à la procédure de l'impeachment.

### France

#### Droit français
- En droit constitutionnel français, la référence explicite à la haute trahison apparaît dans les constitutions de l'an III (art. 106 et 107) pour sanctionner les atteintes au fonctionnement régulier du pouvoir législatif, puis dans celles des Chartes de 1814 (art. 33) et 1830 (art. 28), sans précision, dans celle de 1848 (art. 68) pour un motif semblable à ceux de l'an III, et dans celles de la IIIe République[5] et de la IVe République (art. 42), à nouveau sans précision.

Jusqu'en 2007, la haute trahison était mentionnée dans la Constitution de la Ve République (art. 68) comme la seule cause permettant de mettre en jeu la responsabilité du président de la République française qui était alors passible de la Haute Cour de justice. Pour un président de la République, la haute trahison se définit comme l'action volontaire d'agir contre les principes que la Constitution le charge de défendre en ses qualités, en particulier par ses articles 5 : « Le Président de la République veille au respect de la Constitution. Il assure, par son arbitrage, le fonctionnement régulier des pouvoirs publics ainsi que la continuité de l'État. Il est le garant de l'indépendance nationale et de l'intégrité du territoire » ; 15 : « Le Président de la République est le chef des armées. Il préside les conseils et comités de la Défense nationale » ; et 16 : « Lorsque les institutions de la République, l'indépendance de la Nation, l'intégrité de son territoire ou l'exécution de ses engagements internationaux sont menacés de manière grave et immédiate et que le fonctionnement régulier des pouvoirs publics constitutionnels est interrompu, le Président de la République prend les mesures exigées par ces circonstances, après consultation officielle du Premier ministre, des présidents des assemblées ainsi que du Conseil constitutionnel ».
Depuis 2007, la nouvelle rédaction de l'article 68 supprime la référence explicite à la haute trahison et élargit le champ de cette responsabilité présidentielle aux « manquement à ses devoirs manifestement incompatible avec l’exercice de son mandat » comme une cause de destitution par la Haute Cour (nouvelle appellation). Cette formulation qui reste encore vague peut néanmoins très bien comprendre la haute trahison au sens traditionnel et elle correspond, à vrai dire, à ce que l'on supposait pouvoir y mettre aussi par une interprétation moderne, à savoir, notamment, tous comportements violant la constitution et ses principes ou tous manquements en contravention grave avec les valeurs démocratiques et républicaines, la morale politique ou la dignité de la charge, ainsi que la forfaiture et la prévarication. Ajoutons que, depuis une révision antérieure de l'article 68 en 1993, la haute trahison échappait au principe de légalité des délits et des peines. Diluée ou au contraire amplifiée par la nouvelle rédaction de l'article 68, selon l'interprétation que l'on en a et qui reste encore à cerner, tout comme ses modalités, la haute trahison est à relier, par ailleurs, à l'empêchement et à la vacance du président.
- En droit pénal français. La révision du code pénal en 1832 a fait disparaître le crime de lèse-majesté. Il n'avait d'ailleurs plus, dans un pays qui avait déjà connu la République, qu'une portée réduite à l'offense faite au chef de l'État. Dans l'ancien code pénal, la haute trahison était punie de la peine de mort (art. 75 et 76). D'autres crimes pouvaient être qualifiés ainsi (art. 78-85). Aujourd'hui, le terme de haute trahison n'y figure pas. Cependant, nul doute que le cumul d'une partie des infractions que le code pénal réprime, par exemple, dans un contexte de guerre civile, de la part d'un meneur de haut niveau, amènerait à considérer que la gravité des faits s'assimile à la haute trahison.
En particulier, le code pénal envisage : la trahison et l'espionnage (art. 411-1 et s.) ; l'attentat et le complot (art. 412-1 et s.) ; l'usurpation de commandement, la levée de forces armées et la provocation à s'armer illégalement (art. 412-7 et s.) ; les atteintes à la sécurité des forces armées et aux zones protégées intéressant la défense nationale (art. 413-1 et s.).
- En droit militaire français. On peut faire la même remarque à propos du Code de justice militaire qui n'évoque pas explicitement la haute trahison. Mais le cumul de plusieurs chefs d'inculpation à l'encontre d'un haut gradé peut y concourir, suivant la gravité du contexte : l'insoumission (art. 397) ; la capitulation (art.421) ; le complot militaire (art. 424) ; la révolte militaire (art. 442) ; la rébellion (art. 445) ; l'insubordination (art. 447), ainsi que les atteintes aux intérêts fondamentaux de la nation en temps de guerre (art. 476-1 et s.) qui se réfèrent aux infractions appréhendées par le code pénal en cette matière.

#### Cas de haute trahison dans l'histoire de France
- Les généraux Raoul Salan et Edmond Jouhaud, les principaux meneurs du putsch des généraux manqué d'avril 1961 à Alger, qui avaient rejoint l'OAS après le putsch, furent condamnés à mort par le Haut Tribunal militaire (le premier par contumace, puis à la prison à perpétuité lors d'un second procès). Les motifs sont assimilables à la haute trahison puisqu'ils visent un complot insurrectionnel pour renverser le pouvoir en place. Le tribunal retiendra par exemple contre le général Salan, non seulement une atteinte à la sûreté de l'État, mais aussi d'avoir dirigé et organisé un mouvement insurrectionnel et pratiqué des intelligences avec les directeurs et commandants de ce mouvement, d'avoir commandité ou été complice d'attentats dont le but était de détruire et changer le régime constitutionnel[10]. Les deux généraux, ainsi que leurs complices, seront finalement graciés par le général de Gaulle, puis amnistiés en 1968 et réintégrés dans les cadres de réserves en 1982.

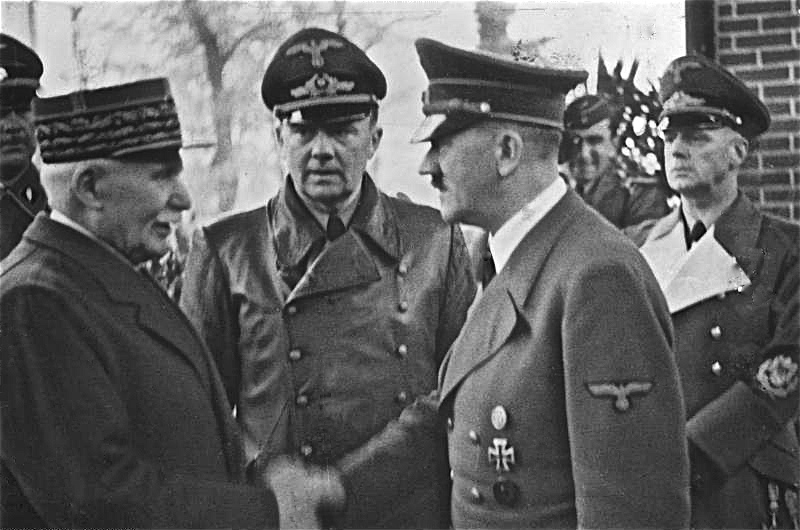
L'attitude collaborationniste du maréchal Pétain, le vainqueur de Verdun, fut l'une des plus douloureuses affaires politiques de la France du XXe siècle (Pétain et Hitler à Montoire en octobre 1940).

- Le maréchal Pétain et le président du Conseil Pierre Laval, pour avoir orienté le régime de Vichy vers la collaboration avec l'Allemagne nazie. Tous deux seront traduits devant la Haute Cour de justice après la Libération en 1945, l'un en juillet, l'autre en octobre. Ils furent condamnés à mort pour intelligence avec l'ennemi et, explicitement, pour haute trahison. La peine du maréchal fut commuée par le général de Gaulle en peine de réclusion à perpétuité, peine qu'il effectuera pour l'essentiel sur l'île d'Yeu, au fort de Pierre-Levée. Il meurt le 23 juillet 1951 dans des conditions carcérales singulièrement adoucies aux tout derniers instants. Pierre Laval fut fusillé le 15 octobre 1945, dans la cour de la prison de Fresnes.
- Gwenn ha Du est un groupuscule autonomiste breton. À la suite de la menace terroriste qu'il représente, un décret loi du 29 juillet 1939, d'Édouard Daladier, assimile la propagande autonomiste à l'espionnage et à la haute trahison.
- Le général Boulanger n'osera pas profiter de l'affaiblissement du pouvoir dû au scandale des décorations et transformer ses victoires électorales en coup d'État contre le régime déliquescent de la IIIe République, comme on le pressait de le faire. Ayant ainsi permis un sursaut du gouvernement, c'est pourtant principalement ce que la Haute cour lui reprochera dans la foulée pour le condamner par contumace le 14 avril 1889 à la déportation dans une enceinte fortifiée, notamment pour atteinte à la sûreté de l'État. Mais le général se suicide en septembre sur la tombe de sa maîtresse qui vient de décéder à Bruxelles. Paul Déroulède, qui l'avait soutenu, sera lui-même par la suite condamné à 10 ans de bannissement en janvier 1890.
- Le maréchal Bazaine, surnommé le traître de Metz, est condamné à mort en 1873 pour défection devant l'ennemi et avoir traité avec ce dernier après la chute de Sedan alors qu'il commandait en chef l'armée du Rhin. Sa peine sera commuée en 20 ans de réclusion par le maréchal-président Mac Mahon. Il s'évade l'année suivante pour s'enfuir en Espagne, fait l'objet d'une tentative d'assassinat en 1887 liée à sa capitulation passée et meurt peu après de manière naturelle.
- Le prince Louis-Napoléon Bonaparte, futur Napoléon III, par son coup d'État du 2 décembre 1851, échappe à l'inculpation de haute trahison pour la dissolution de l'Assemblée nationale qu'il décrète illégalement. Pourtant, en vertu de l'article 68 de la Constitution de 1848, qui prévoyait explicitement la déchéance du président dans cette hypothèse, et le transfert immédiat du pouvoir exécutif à l'assemblée, un certain nombre de députés réunis à la mairie du Xe arrondissement déclarent Louis-Napoléon Bonaparte coupable de haute trahison. La Haute Cour de justice confirme. Tous sont aussitôt dispersés. Grâce à l'indulgence de Louis-Philippe qui l'avait exilé, le prince avait déjà échappé à une inculpation semblable lors de sa tentative de soulèvement de Strasbourg en 1836.
- Procès des ministres de Charles X. Le président du Conseil, le prince de Polignac, et trois autres ministres de Charles X, Jean de Chantelauze, le comte de Peyronnet et le comte de Guernon-Ranville, sont accusés d'avoir participé au coup de force constitutionnel du 25 juillet 1830 qui a déclenché la révolution de Juillet. Ils sont jugés pour haute trahison par la Chambre des pairs en décembre. Dans son réquisitoire, le député Jean-Charles Persil retient trois chefs d'accusation — abus de pouvoir dans les procédures électorales de juin-juillet, violation de la Charte par les quatre ordonnances de Saint-Cloud, attentat contre la sûreté de l'État par incitation à la guerre civile — et réclame une peine exemplaire et proportionnée à l'énormité des crimes commis, ce qui suggère la peine de mort. Les ministres seront finalement condamnés à la détention perpétuelle, assortie de la mort civile pour Polignac. Peines graciées en 1836 (commuée en bannissement pour Polignac).
- Le maréchal Ney est condamné à mort et exécuté le 7 décembre 1815 pour s'être rallié à Napoléon lors des Cent-Jours. Il sera réhabilité par Louis-Philippe Ier en 1831.
- Le général chouan Georges Cadoudal a marqué l'accession au pouvoir de Bonaparte qui, lui-même, avait échappé de justesse à une mise en accusation lors de son coup d'État du 18 brumaire (1799) finalement réussi. Déjà associé aux actions de la chouannerie dès 1793, Cadoudal avait pris la tête d'une armée, avec l’aide financière et matérielle de la Grande-Bretagne et l'aval de Louis XVIII, qui, de son exil, lui confie officiellement le commandement en Bretagne en 1798. Il participera aussi à la conspiration de la machine infernale en 1800 visant l'assassinat du Premier consul, puis au fameux « complot Cadoudal », avec le général Pichegru, pour enlever Bonaparte en 1803. Finalement défait, puis capturé, il sera condamné à mort le 10 juin 1804 pour complots et haute trahison, et guillotiné, avec onze complices, le 25 juin 1804 à Paris. Le duc d'Enghien, également complice, avait préalablement été fusillé le 20 mars 1804 en catimini dans les fossés du château de Vincennes, après avoir été enlevé derrière la frontière et avoir eu un simulacre de procès.

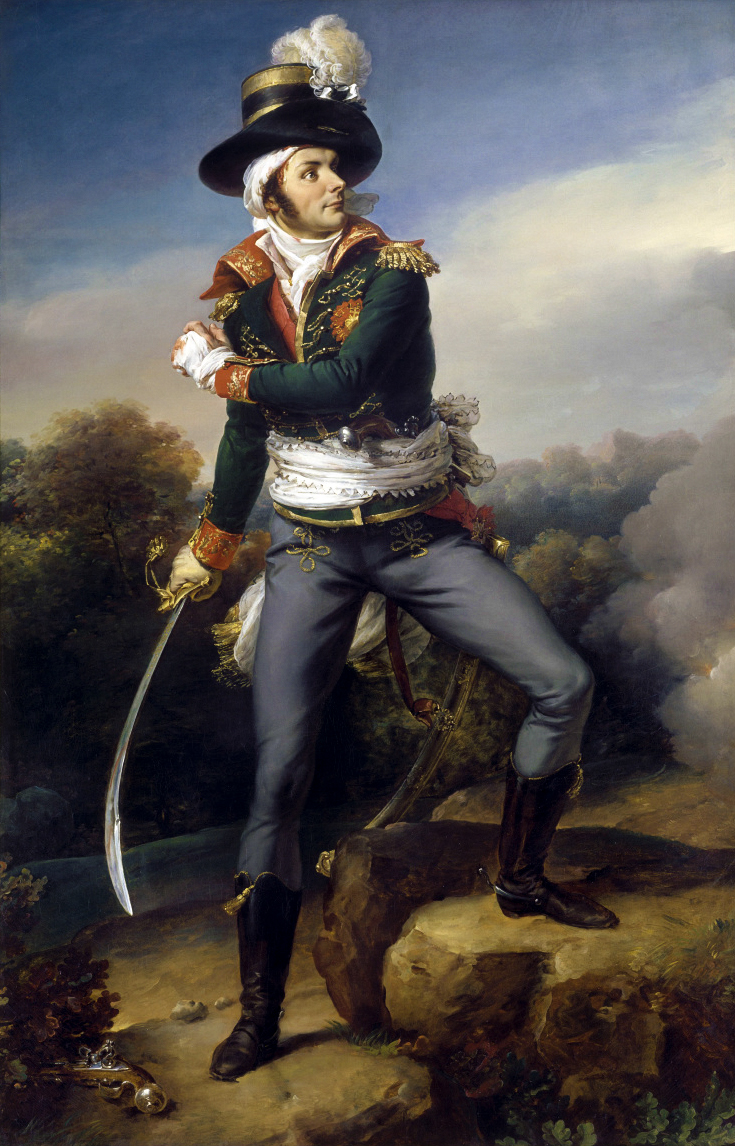
Le général Charette.

- Le général vendéen Charette fut le chef de l'insurrection vendéenne de 1793 à 1796. Finalement capturé, et après un procès expéditif devant le tribunal révolutionnaire de Nantes, le général Charette est fusillé pour haute trahison le 29 mars 1796, ce qui met fin à la guerre de Vendée. Son rival et allié, le général Stofflet, avait déjà été fusillé à Angers le 25 février.
- Louis XVI et Marie-Antoinette restent dans la mémoire collective. Le roi déchu fut accusé de haute trahison pour avoir joué double jeu face aux assemblées nées de la Révolution, avoir tenté de s'enfuir à l'étranger en juin 1791 et avoir comploté avec l'étranger, comme les documents trouvés dans la fameuse « armoire de fer » étaient censés en attester. La Convention nationale déclara Louis Capet coupable de « conspiration contre la liberté de la nation et d'attentat contre la sûreté générale de l'État ». Le roi sera guillotiné le 21 janvier 1793. Accusée d'avoir incité le roi à trahir, de complicité avec l'ennemi intérieur, ainsi que d'intelligence avec l'ennemi, la reine sera elle-même guillotinée le 16 octobre 1793. Le régime de la Terreur (1792-1794) enverra encore bon nombre de personnes à la guillotine pour haute trahison envers le peuple et sa révolution.
- Le surintendant Nicolas Fouquet fut accusé des crimes de péculat (détournement de fonds publics[11]) et de lèse majesté . À l'occasion de son procès, il fut reproché à Fouquet d'avoir fomenté un plan de rébellion, en corrompant des gouverneurs de place et des officiers, en fortifiant certaines de ses terres, en constituant une flotte de vaisseaux armés en guerre et en tentant d'enlister dans son parti la Compagnie de Jésus[12]. Alors que le peine prévue et requise pour le péculat était la peine capitale[13] (plusieurs trésoriers ou ministres des finances du roi avaient été condamnés et pendus avant lui[14]), la confiscation de corps et de biens, et la dégradation de la noblesse[15] , la Chambre de justice le condamna, à l'issue d'un procès qui prit fin le 21 décembre 1664, au seul bannissement hors du Royaume et à la restitution (les biens qui venaient de sa femme lui furent conservés, et ses biens propres furent transmis à ses enfants , en particulier le marquisat de Belle-île). Le roi changea sa peine de bannissement en réclusion à vie. Il mourut en prison en 1680.
- Henri II de Montmorency, prince de Condé, pour s'être joint à la rébellion et au soulèvement fomentés par le propre frère du roi Louis XIII, sera jugé par le Parlement de Toulouse, condamné à mort pour crime de lèse-majesté et décapité le 30 octobre 1632, à huis clos, dans la cour intérieure de l’hôtel de ville.
- Guy Éder de La Fontenelle, auteur de nombreux crimes pendant la guerre de Religion (XVIe siècle), mais absous dans un premier temps par Henri IV, fut accusé d'avoir participé à la conspiration du duc de Biron au profit des Espagnols. Le Parlement de Paris le condamne pour haute trahison au supplice de la roue. Il sera exécuté et rompu vif à Paris en place de Grève en septembre 1602. Le duc de Biron fut lui-même décapité cette année-là pour le même motif.
- Guillaume Chauvin, chancelier de Bretagne, est arrêté en octobre 1481. Il est accusé de haute trahison, mais en fait, il paye son opposition à Pierre Landais, qui est le principal conseiller du duc François II de Bretagne, qui laisse celui-ci gouverner la Bretagne. Il meurt en prison en 1484.
- Jean II, comte d'Alençon, est arrêté et condamné à mort par la Cour des pairs en 1458, pour haute trahison. La réconciliation franco-bourguignonne par le traité d'Arras l'avait jeté dans l'opposition à Charles VII. Il est cependant gracié et interné à Loches. Libéré par Louis XI, il complote avec Charles le Téméraire. De nouveau condamné à mort le 18 juillet 1474 et de nouveau gracié, il continue de comploter. Il est finalement exécuté en 1476.

Les cas plus fréquents de trahison pour espionnage ou intelligence avec l'ennemi (voir par exemple Mata Hari et l'affaire Dreyfus) ne relèvent pas nécessairement de la haute trahison.

### Grèce

#### Droit grec
La responsabilité du Chef de l'État peut être mise en cause seulement après que le Parlement a adopté une décision de mise en accusation. Ce dernier n'est responsable des actes accomplis dans l'exercice de ses fonctions qu'en cas de haute trahison ou de violation de la Constitution. Il est alors jugé par une juridiction ad hoc, composée de hauts magistrats de l'ordre judiciaire.

#### Cas de haute trahison dans l'histoire grecque
- Les colonels Yeóryos Papadópoulos et Georgios Zoitakis, deux des meneurs du coup d'État de 1967, furent jugés en 1975, ainsi que les principaux membres de la juntes des colonels, au cours d'une retentissant procès télévisé, par la Haute Cour de justice, pour haute trahison, à l'issue duquel ils seront condamnés à mort. La peine sera commuée en réclusion à perpétuité, mais ils sortiront en 1992. Lors de la dictature des colonels, ils furent tous deux régents de Grèce. Alexandre Panagoúlis, qui avait tenté d'assassiner le colonel Papadópoulos pendant sa mandature, fut condamné à mort par la junte mais échappa à l'exécution.

### Hongrie

#### Cas de haute trahison dans l'histoire hongroise
- Imre Nagy fut par deux fois le chef de gouvernement de la Hongrie sous l'ère soviétique. Après en avoir appelé à une démocratie parlementaire et au retrait du Pacte de Varsovie lors de l'insurrection de Budapest, il fut renversé à la suite de l'invasion soviétique de 1956. Condamné deux ans plus tard pour « conduite contre-révolutionnaire » il est exécuté le 16 juin 1958 dans la prison de Budapest par pendaison. Il est actuellement considéré comme un héros national.

### Italie

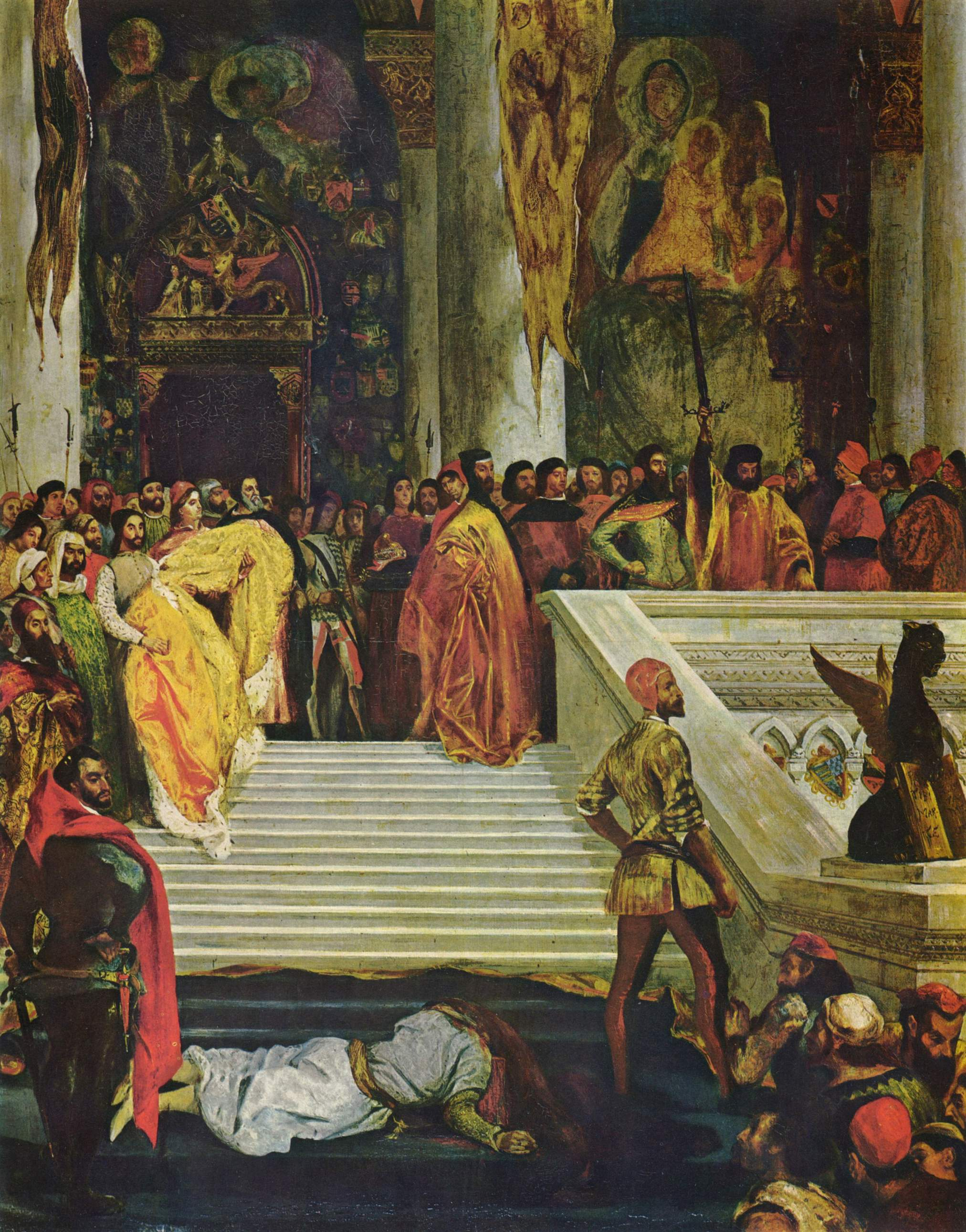
L'exécution de Marino Faliero par Delacroix, 1827.

#### Droit italien
Dans l'histoire de la Rome antique, en 137 av. J.-C., la lex Cassia Tabellaria, seconde « Loi tabellaire » du tribun de la plèbe Lucius Cassius Longinus Ravilla, étendait le vote secret (garantie d'indépendance) aux comices judiciaires, sauf cas de haute trahison. On note surtout la damnatio memoriæ qui est un ensemble de condamnations post mortem à l'oubli, votée par le Sénat romain, à l'encontre d'un personnage politique. Le terme a été forgé à l'époque moderne sur la base de memoria damnata, qui désigne la condamnation post mortem pour haute trahison.
Aujourd'hui, la responsabilité du Chef de l'État peut être mise en cause seulement après que le Parlement a adopté une décision de mise en accusation. Le président de la République n'est responsable des actes accomplis dans l'exercice de ses fonctions qu'en cas de haute trahison ou de violation de la Constitution. Il est alors jugé par une juridiction ad hoc, composée des membres de la Cour constitutionnelle et de citoyens.

#### Cas de haute trahison dans l'histoire italienne
- Marino Faliero, doge de Venise, est jugé le 17 avril 1355 pour haute trahison. Outre la tentative de coup d'État contre les institutions vénitiennes, il lui fut reproché d'avoir tenté de négocier l'accord économique avec Gênes, alors grande rivale de Venise. Il fut condamné à être décapité. L’exécution eut lieu le jour même dans la cour du palais des Doges.

### Irak

#### Cas de haute trahison dans l'histoire de l'Irak
- Le président Saddam Hussein fut inculpé de haute trahison, élevé au rang de « crimes contre l'humanité » sous l'influence de la présence américaine, le 1er juillet 2024, par le Tribunal spécial irakien (TSI). Sept chefs d'accusation lui furent notifiés, dont des « actes de génocide » et des « crimes de guerre » : l'opération Anfal contre les Kurdes et le gazage des Kurdes à Halabja (1988), l'écrasement de la rébellion chiite (1991), l'invasion du Koweït (1990), le massacre de membres de la tribu kurde des Barzani (1983), les meurtres avec préméditation de chefs de partis politiques, ainsi que les meurtres avec préméditation de dignitaires religieux. Jugé avec onze coaccusés lors d'un procès télévisé, il fut pendu le 30 décembre 2006 à Bagdad.

### Liban

#### Cas de haute trahison dans l'histoire libanaise
- Le général Adnan Daoud. Après la bataille de Marjayoun, le général est arrêté le 16 août 2006 pour haute trahison après des reportages le montrant en train d'offrir du thé aux Israéliens. En septembre 2006, il est relâché et reprend son poste à Marjayoun. Certains opposants aux gouvernements pensent que Daoud a menacé de dénoncer ses supérieurs.

### Norvège

#### Cas de haute trahison dans l'histoire norvégienne
- Vidkun Quisling, chef du gouvernement norvégien en 1939 et à partir de 1942, fut le principal chantre de la collaboration avec l'occupant nazi. Arrêté à la capitulation allemande, Quisling est jugé et reconnu coupable de haute trahison. Il est fusillé le 24 octobre 1945 à Oslo. Le terme « quisling » est entré dans le langage courant en anglais pour désigner un traître.

### Pays-Bas

#### Cas de haute trahison dans l'histoire néerlandaise
- le grand-pensionnaire Johan van Oldenbarnevelt, accusé de haute trahison pour avoir levé des mercenaires en Hollande et exécuté en 1619.

### Russie

#### Cas de haute trahison dans l'histoire russe
- Le général Oleg Kalouguine, ancien du KGB, réfugié aux États-Unis, a été condamné en 2002 dans le plus grand secret, par contumace, à 15 ans d'emprisonnement pour avoir publié un livre divulguant des secrets d'État russes.
- Andreï Vlassov est un général soviétique qui se rallia à Hitler et combattit dans les rangs de la Wehrmacht lors de la Seconde Guerre mondiale. Livré aux Soviétiques, il fut torturé puis jugé à huis-clos et condamné pour haute trahison à la pendaison, le 1er août 1946.
- Les procès de Moscou de 1936 à 1938 s'inscrivent dans la lignée des Grandes Purges des années 1930 au sein de l'Union soviétique. Pour les discréditer et les éliminer, les bolchéviks de la première heure et tous les dirigeants gênants seront accusés de haute trahison, de sabotages à l'égard de la révolution ou à caractère économique, d'assassinats et autres crimes du même genre. Mais les dossiers d'accusations seront créés de toutes pièces par le NKVD (la police politique) aux ordres de Staline. La plupart seront exécutés, comme Guenrikh Iagoda, quelques-uns seront exilés dans un goulag. La « déstalinisation » entreprise par Nikita Khrouchtchev permit leur réhabilitation progressive (souvent à titre posthume).

### Serbie

#### Cas de haute trahison dans l'histoire serbe
- Le Premier ministre kosovare Hashim Thaçi, le président kosovare Fatmir Sejdiu et le président du Parlement kosovare Jakup Krasniqi ont été inculpés de haute trahison par le gouvernement serbe « pour avoir organisé la création d'un « État factice » en territoire serbe ». Il s'agissait de l'indépendance du Kosovo autoproclamée le 17 février 2008 et refusée par les autorités de Belgrade, appuyées par la Russie, qui considèrent cette sécession comme une atteinte intolérable à la souveraineté de la Serbie, malgré les recommandations du médiateur de l'ONU[16].

### Suède

#### Cas de haute trahison dans l'histoire suédoise
- Jean Reinhold de Patkoul fut livré à Charles XII par le roi de Pologne Auguste en 1707. Il fut exécuté avec une rare cruauté.
- Jean III de Suède, futur roi de Suède, se rebella contre son demi-frère alors sur le trône, Erik mais fut capturé et jugé pour haute trahison en 1563. Il le destitua ensuite en 1568, le fit probablement empoisonner et monta sur le trône lui-même jusqu'à sa mort.

### Slovaquie, Tchéquie et Tchécoslovaquie

#### Cas de haute trahison dans l'histoire tchèque
- Rudolf Slánský secrétaire général du Parti communiste tchécoslovaque après la Seconde Guerre mondiale. En novembre 1951, Slánský et treize autres personnes sont arrêtés et accusés de titisme. Les procès de Prague qui s'ensuivirent du 20 novembre 1952 au 27 novembre 1952 sont célèbres pour leur mise en scène. Les accusations de haute trahison, d'espionnage et de sabotage sont rendues le 27 novembre. Slánský est pendu le 3 décembre 1952 avec dix autres condamnés à mort. Trois accusés, dont Artur London, sont condamnés à la prison à perpétuité. Artur London sera réhabilité en 1956 et Slánský, à titre posthume, en 1963/1968.

#### Cas de haute trahison dans l'histoire slovaque
- Jozef Tiso, prêtre catholique, député puis finalement président pro-nazi de la Slovaquie pendant la Seconde Guerre mondiale. Tiso est déposé par l'Armée rouge en avril 1945, arrêté par les Alliés, et condamné par les autorités tchécoslovaques pour haute trahison. Il sera pendu le 18 avril 1947 en dépit des protestations tant du pape que de certains Slovaques.

### Tunisie

#### Droit tunisien
La Haute Cour est une institution judiciaire tunisienne prévue par l'article 68 de la Constitution. Elle se constitue en cas de haute trahison commise par un membre du gouvernement.

#### Cas de haute trahison dans l'histoire tunisienne
- Philippe Soupault s'était vu confié la direction de Radio Tunis par le gouvernement français du Front populaire, afin de résister à la propagande mussolinienne que la radio italienne déversait sur l'Afrique du Nord. Soupault est arrêté en 1940 par la milice vichyste du résident général Esteva, le 12 mars 1942, pour haute trahison. Après 8 mois de prison, il réussira à s'enfuir vers Alger.